# Eurybiacris trifida
Eurybiacris trifida är en insektsart som beskrevs av Marius Descamps 1979. Eurybiacris trifida ingår i släktet Eurybiacris och familjen gräshoppor. Inga underarter finns listade i Catalogue of Life.